# Marie Lok Björk
Marie Lok Björk, född 23 mars 1983, är svensk journalist och författare.
Under sin utbildning i journalistik bodde hon i Malmö, och praktiserade på SVT och arbetade på P4 Malmöhus. 
År 2023 utkom hon med boken Jag vill riva upp himmel och jord, som handlar om Elise Ottesen-Jensen, som grundade RFSU. 
Som första mottagare tilldelades hon 2024 Ann-Julie von Feilitzen Fresenius författarstipendium.